# Rozkład dwumianowy
Rozkład dwumianowy (w Polsce zwany też rozkładem Bernoulliego, choć w krajach anglojęzycznych termin Bernoulli distribution odnosi się do rozkładu zero-jedynkowego) – dyskretny rozkład prawdopodobieństwa opisujący liczbę sukcesów {\displaystyle k} w ciągu {\displaystyle N} niezależnych prób, z których każda ma stałe prawdopodobieństwo sukcesu równe {\displaystyle p.} Pojedynczy eksperyment nosi nazwę próby Bernoulliego.
Innym rozkładem, który opisuje liczbę sukcesów w ciągu {\displaystyle N} prób, jest rozkład hipergeometryczny. W tym przypadku jednak próby nie są niezależne (próba bez zwracania).
Jeśli {\displaystyle X\sim \mathrm {B} (n,p)} i {\displaystyle Y\sim \mathrm {B} (m,p)} są dwiema niezależnymi zmiennymi losowymi o rozkładzie dwumianowym, wtedy ich suma {\displaystyle X+Y} jest zmienną losową o rozkładzie dwumianowym danym wzorem:
{\displaystyle B\left(n+m,p\right).}
W zależności od wartości parametrów rozkład dwumianowy można przybliżać innymi z rozkładów:
- Jeśli zarówno {\displaystyle np,} jak i {\displaystyle n(1-p)} są większe od 5, wtedy rozkład dwumianowy można przybliżać rozkładem normalnym[1]:

{\displaystyle N\left(np,\sigma ^{2}=np\left(1-p\right)\right),} czyli {\displaystyle N\left(np,\sigma ={\sqrt {np\left(1-p\right)}}\right).}
- Jeśli {\displaystyle n} jest duże, a {\displaystyle p} jest małe (czyli {\displaystyle np} ma umiarkowanie dużą wartość), dobrym przybliżeniem rozkładu dwumianowego jest rozkład Poissona z parametrem {\displaystyle \lambda =np.}